# GPS-приймач
GPS-приймач — радіоприймальний пристрій, призначений для визначення географічних координат свого поточного місцезнаходження з використанням сигналів штучних супутників відповідної системи GPS.
Принцип дії полягає в розрахунку положення за даними вимірювання часу розповсюдження радіосигналів, випромінюваних штучними супутниками до антени приймача та на основі відомостей про положення кожного супутника на орбіті. В існуючих системах дані щодо орбіт всіх супутників передаються періодично та зберігаються в пам'яті приймача. Це так званий альманах.

## Параметри приймача
Окрім  загальних електричних параметрів виробники GPS-приймачів надають параметри чутливості до сигналів супутників, кількість одночасно працюючих каналів прийому та параметри точності.
Відносно початкових умов роботи приймача визначають параметри часу, необхідного для визначення місцезнаходження:
- час холодного запуску, коли після включення в пам'яті приймача відсутня інформація щодо орбіт супутників (альманах);
- час теплого запуску, коли альманах прийнятий, але приймач був відключений на деякий час та інформація застаріла;
- час гарячого запуску, після короткочасного відключення приймача.

Час холодного запуску сучасних приймачів системи GPS NAVSTAR, наведений для умов безперешкодного прийому сигналів супутників, становить від 40 секунд до 12 хвилин, час теплого запуску не більше 30 секунд, час гарячого запуску не більше 10 секунд. Період повного оновлення даних альманаху в системі NAVSTAR становить приблизно 12 хвилин.
Параметри точності визначення положення відносяться до конкретних реалізацій GPS-приймачів, відповідних GPS систем та умов їх використання:
- точність визначення географічних координат в горизонтальній площині;
- точність визначення висоти над рівнем моря;
- точність визначення та формування сигналів точного часу PPS.

Для системи NAVSTAR точність визначення географічних координат становить 3—16 метрів, а при наявності сигналу диференційної поправки від наземної станції — до 1 м (зазвичай 5—10 м) на 1 км відстані між станціями (диференційний метод). Точність автомобільних GPS-навігаторів становить 3-150 метрів, залежно від умов прийому. Крім того, при використанні систем WAAS/EGNOS/MSAS і місцевих систем передачі поправок точність може бути підвищена до 1—3 метрів по горизонталі. До 1 травня 2000 року точність штучно занижувалась, шляхом внесення перешкод до передаваних даних.
Набувають поширення приймачі, які здатні приймати сигнали декількох GPS систем одночасно, наприклад ГЛОНАСС та NAVSTAR.

## Розповсюдження
GPS-приймачі входять до складу різноманітного обладнання: від пристроїв в складі комп'ютерів та дитячих іграшок до окремих професійних, геодезичних пристроїв. Для потреб навігації транспорту існують GPS-навігатори, які окрім GPS-приймача мають власний процесор для необхідних розрахунків, а також дисплей для відображення інформації.
GPS-приставки до ноутбуків та КПК з інтерфейсом USB жаргонно називають GPS-мишками через зовнішню подібність з комп'ютерними мишами.
Обладнання умовно ділиться на користувальницьке і професійне. Професійне відрізняється конструкцією, якістю виготовлення компонентів (особливо антен), можливостями ПЗ, переліком режимів роботи (наприклад RTK,binary data output), та ціною.